# V. Balduin hainaut-i gróf
V. Balduin (kb. 1150 – Mons, 1195. december 17.) 1171-től Hainaut grófja, 1189-től namuri gróf, 1191-től VIII. Balduin néven Flandria grófja.

## Élete
Apja IV. Balduin hainaut-i gróf, anyja Alice de Namur, I. Gottfried namuri gróf és Luxemburgi Ermesinde lánya. 1169-ben Quesnoy-ban vette feleségül Margitot, a szomszédos Flandria grófjának, Thierry d’ Alsace lányát. A házasság célja az volt, hogy a két szomszédos, de gyakran háborúskodó grófságot (legutoljára Thierry szentföldi utazása alatt, 1147-50 között) családi szálakkal kapcsolják össze. A házasságot Balduin anyja, Alice hozta össze, aki elérte, hogy fia és felesége közösen örököljék a grófi címet, ami majd utána gyermekeikre száll. A házassággal elsimították a Douai városa körülötti vitát is, amelyet I. Thierry foglalt el Balduin apjától: a város Flandria része maradt.

### Hainaut
Balduin apja halála után 1171-ben lett Hainaut grófja. Kezdetben jó kapcsolatokat ápolt sógorával, I. Fülöp flamand gróffal is, aki 1177-ben örökösének nevezte meg Balduint és Margitot, mielőtt keresztes hadjáratra indult. Fülöp közvetítésével Balduin és Margit első lányát, Izabellát, pártfogoltjához, a francia királyhoz, II. Fülöp Ágosthoz adták feleségül (1180) és Fülöp Artois grófságát adta hozományként a menyasszonynak.

### Flandria
1183-ban azonban háború tört ki Fülöp és a francia király között Vermandois Grófsága miatt: Fülöp felesége Vermandois Erzsébet volt, akiről kiderült, hogy hűtlen volt a grófhoz. Fülöp ekkor kisajátította magának a grófságot, amit Erzsébet nővére és örököse, Eleonora megtámadott. Mivel Eleonora a francia koronára hagyta végrendeletében Vermandois-t, ezért a vitába Fülöp Ágost is beszállt és Balduin meglehetősen kényelmetlen helyzetben találta magát. Kezdetben hű maradt flamand szövetségeséhez, és sikeresen harcolt a francia király szövetségese, I. Henrik brabanti herceg ellen. Azonban a király azzal fenyegetőzött, hogy érvényteleníti Balduin lányával kötött házasságát és ezért Balduin kénytelen volt támogatni. Végül Fülöp Ágost annyira megbízott Balduinban, hogy az 1185-ben Compiegne-ben folytatott béketárgyalásokon közvetlen képviselőjévé nevezte ki. A békeszerződést végül 1186. április 10-én írták alá Amiensben, miután Fülöp elismerte a király fennhatóságát Vermandois felett, de életében megtartotta a grófi címet.
1191-ben Fülöp halála után Balduin és Margit örökölték a flamand grófságot. Az örökösödést többen is vitatták, köztük a gróf özvegye, Portugál Matilda, aki jelentős területeket csatolt Flandriához házasságával, a gróf sógornője Eleonore de Vermandois, és végül Fülöp Ágost, aki a gróf unokahúgát vette feleségül. A helyzetet bonyolította, hogy Balduin úgy vette birtokba Flandriát, hogy közben Fülöp Ágost a Szentföldön harcot és nem tette le neki a kötelező hűségesküt, a király azt az álláspontot képviselte, hogy a grófság fiú örökös híján a koronára szállt vissza. Végül Matilda és Eleonora igényét elutasították és a király 1192. március 1-jén megerősítette Balduint a grófi tisztségben: az egyezményt Reims érseke segítségével kötötték meg, miután kifizetett 5000 ezüstmárkát a királynak. 1194. november 15-én meghalt Margit és ekkor a flamand grófi cím fiukra, a későbbi XI. Balduinra szállt. Az idősebbik Balduin ekkor kettéválasztotta birtokait: Balduin fia örökölte Flandriát és Hainaut-t, míg Fülöp örökölte Namurt.

### Namur
Balduin a Namuri Grófság kijelölt örököse volt, mivel I. Henrik namuri grófnak nem született gyermeke és ezért anyja, Henrik húga, Alice örökölte a grófságot. Az egyezményt 1184-ben szentesítette Barbarossa Frigyes német császár, de 1186-ban az idős és vak Henriknek lánya született, ezért felmondta az egyezséget. Bár a császár nyomására Henrik kénytelen volt az eredeti szerződést visszaállítani, de Balduin gróf ennek ellenére megtámadta és elfoglalta a namuri kastélyt, valamint elfogta az idős Henrik grófot, akit csak akkor engedett szabadon, amikor helyzetét maga a császár, Barbarossa Frigyes erősítette meg, aki titokban namuri őrgróffá nevezte ki Balduint.
A kompromisszum értelmében Baduin megkapta a namuri grófságot és a grófi címet, valamint Henrik halála után Laroche és Durbuy grófságra is igényt tartott. Utóbbi két grófság bevételei életében (1196-ig) továbbra is Henriket illették, aki luxemburgi birtokaira húzódott vissza. Az egyezményt 1190-ben a wormsi birodalmi gyűlésen jelentették be.
1195. december 18-án halt meg Mons városában és a helyi Sainte-Waudru templomban van eltemetve

## Családja és leszármazottai
Felesége (1169) Flandria Margit, I. Thierry flamand gróf és Sibylle d’Anjou lánya, I. Fülöp flamand gróf húga, egyben örököse.
Balduin és Margit házasságából 7 gyermek született:
- Izabella (Valenciennes, 1170. április – Párizs, 1190. március 14/15.)[5][6] 1179-ben eljegyezték II. Henrik champagne-i gróffal,[7] de Henrik végül Ermengarde de Namur-t vette feleségül. 1180. április 28-án Bapaume (Pas-de-Calais) városában feleségül ment a fiatal II. Fülöp Ágost francia királyhoz. A házasságot I. Fülöp flamand gróf, Izabella anyai nagybátyja szervezte meg, aki a fiatal Fülöp gyámja volt. Izabella hozományul Artois grófságát kapta. Izabellát 1180. május 29-én koronázták Franciaország királynőjévé a párizsi Saint-Denis apátságban. 1181-ben háború tört ki Fülöp francia király és Fülöp flamand gróf között (aki Izabella nagybátyja volt). A királynak sikerült felbomlasztani Fülöp szövetségét a brabanti herceggel és Philippe de Heinsberg kölni érsekkel. 1186-ban Fülöp fel akarta bontani házasságát Izabellával, mivel az nem szült neki gyermeket. A házasságból egy utód ismert, a későbbi VIII. Lajos francia király. 1190-ben Párizsban halt meg.[8]
- Balduin (1171. július – 1205. június 11.)[9] 1194-ben anyja halála után IX. Balduin néven flamand gróf, 1195-ben apja halála után VI. Balduin néven hainaut-i gróf. 1204-ben Konstantinápoly elfoglalása után I. Balduin latin császár. A bolgár cár börtönében halt meg.
- Yolanda (1175 – Konstantinápoly, 1219. augusztus 24/26.)[6] 1181-ben eljegyezték II. Henrikkel, Champagne grófjával, de házasságra nem került sor.[10] 1191. július 1-jén Soissons városában férjhez ment II. Péter Courtenay hűbérurához (1155 – Epirusz, 1219. június).[11] Péter első felesége, Nevers-i Ágnes révén három francia grófságot örökölt: Nevers-t, Auxerre-t és Tonerre-t.  1213-ban Yolanda Namur őrgrófnője lett apja halála után és férje is felvette a társgrófi címet. 1217. április 9-én Pétert I. Péter néven a Latin Császárság császárává koronázta Rómában III. Honorius pápa,[12] de csak felesége és gyermekeik érték el Konstantinápolyt, mert útközben Péter I. Theodor epiruszi despota fogságába esett és annak börtönében halt meg. Halála után a császári trón Yolanda foglalta el. Yolanda a bolgárokkal szövetkezve viselt hadat az epirusziak ellen. I. Theodor nikaiai császár támadásait viszont csak úgy tudta megállítani, hogy lányát, Courtenay Máriát feleségül adta a császárhoz.[13] Péter és Yolanda házasságából összesen 14 gyermek született.
- Fülöp (Valenciennes, 1174. március – Namur, 1212. október 15.)[14] 1195-ben örökölte a Namuri Grófságot, majd 1196-ban VI. Henrik német király őrgrófi címet adományozott neki. 1199-ben a francia király elleni háború során fogságban esett és bátyja, Balduin flamand gróf kénytelen volt aláírni a Péronne-i szerződést, hogy elérje szabadon bocsátását.[15] Bátyja, Balduin szentföldi háborúskodása és távolléte alatt a Flamand Grófság régensi tanácsának tagja unokahúga, Johanna kiskorúsága alatt. 1206-ban hűséget esküdött II. Fülöp Ágost francia királynak, és körülbelül ugyanebben az időben kötött házasságot a király lányával is.[16][17] 1193-ban eljegyezték Matilda de Courtenay-val, Nevers, Auxerre és Tonnerre grófnőjével (1188 – 1257. július 29.), II. Péter Courtenay hűbérurának és Péter első felesége, Nevers-i Ágnes lányához, de házasságra nem került sor. 1206. augusztusában feleségül vette Máriát (1197 – Leuven, 1238. augusztus 15.), II. Fülöp Ágost francia király lányát. Mária második férje (Soissons, 1213. április 22.) I. Henrik brabanti herceg volt.[18][19]
- Henrik (1176 – Thesszaloniki, 1216. július 11.)[20] 1206-ban bátyja, Balduin halála után örökölte a Latin Császárság trónját, mint I. Henrik.
- Sibylla (? – 1217. január 9.)[6] Férje (1195) IV. Guichard (v. Wichard) Beaujeu ura (? – 1206. szeptember 27.), IV. Humbert és Agnès de Thiern fia.[21]
- Eustache (? – 1217 után) 1206 és 1209 között bátyja, Henrik latin császár seregeit vezette.[22] Thedorosz Laszkarisz ellen harcolt a Nikaiai Császárságban, majd 1210-16 között a Thesszaloniki királyság régense. 1209-ben eljegyezték Angelinával, Dukász Mihály epiruszi császár, II. Izsák és III. Alexiosz császárok unokatestvérének lányával.[23]